# Davy Crockett
Pour les articles homonymes, voir Davy Crockett (homonymie).

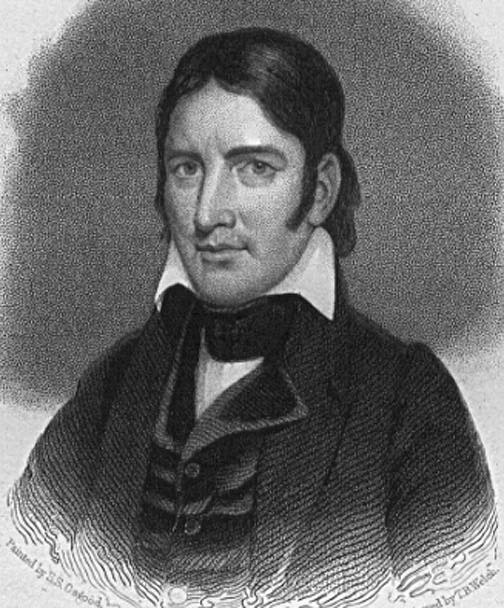
Davy Crockett vers 1850.

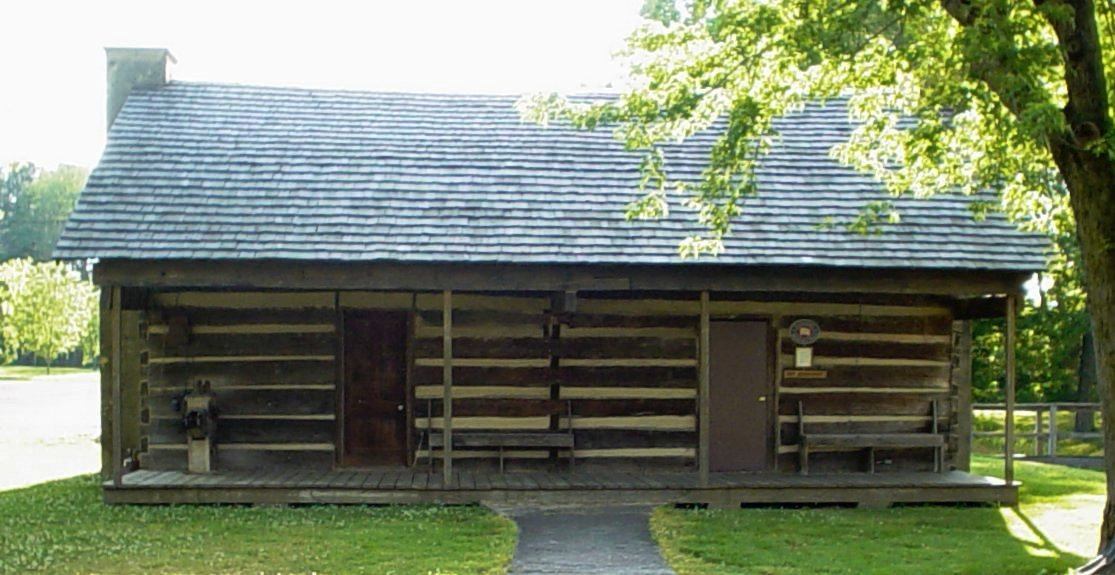
Maison de Davy Crockett, Tennessee.

David Crockett, dit Davy Crockett, né le 17 août 1786 dans le comté de Greene, alors dans l’État de Franklin, et mort le 6 mars 1836 au siège de Fort Alamo, Mexique, est un soldat, trappeur et homme politique américain. Plusieurs fois élu représentant de l’État du Tennessee au Congrès des États-Unis, il devient un héros populaire de l’histoire des États-Unis.

## Biographie

### Origines et vie de famille
Le lieu de naissance de David Crockett n’est pas connu avec certitude, et plusieurs lieux de naissance possibles sont parfois cités : 
- dans le comté de Greene, sur les rives de la Nolichucky River, dans le Tennessee ;
- à Limestone Cove, dans le comté de Washington, en Caroline du Nord ;
- à Franklin, dans le Tennessee ;
- dans le comté de Hawkins, dans le Tennessee.

Les Crockett sont originaires d’Irlande, descendants de Monsieur Antoine De(s)saussure de Croquetagne, un capitaine huguenot de la garde de Louis XIV, et dont le nom a été anglicisé. Cependant, selon Gilles Havard et d'autres historiens, cette ascendance relève plutôt d'une légende inventée par les auteurs américains vers 1920, car on ne retrouve aucune trace de cette famille dans aucun document ou source en France. En outre, la racine du nom Croquetagne ne correspond à aucun élément connu tant en français qu'en occitan et aussi bien comme nom commun que comme nom propre (anthroponyme ou patronyme). En revanche, les noms de famille Croquet et Croquette sont bien attestés en France, mais pas dans le sud ; ce sont des patronymes du Nord.
David Crockett est le cinquième enfant d’une fratrie de neuf, et n’a pas reçu une éducation élaborée. Il est le fils de John Crockett qui tenait une taverne et fut un notable local.
Veuf de Mary Finley, surnommée Polly (1788-1815), qui a donné naissance à trois enfants, il se remarie en 1816 avec Elizabeth Patton, avec qui il a eu aussi trois enfants. Il était franc-maçon.

### Carrière politique
Le 24 septembre 1813, il sert dans le Second Regiment of Tennessee Volunteer Mounted Riflemen pendant 91 jours et participe en compagnie de tribus indiennes amies à la guerre des Creeks de 1813, au cours de laquelle les Creeks sont manipulés par les spéculateurs immobiliers, dans le sillage de la guerre anglo-américaine de 1812, sous les ordres du futur président Andrew Jackson. Il devient juge de paix en 1817 avant d’intégrer la milice l’année suivante avec le grade de colonel. Il est ensuite désigné pour siéger à l’assemblée législative du Tennessee en 1821 et 1823, où il défend les coureurs de bois et les premiers colons contre les spéculateurs.
De 1827 à 1835, il est plusieurs fois élu représentant du Tennessee au Congrès. Il siège au Capitole avec ses vêtements de trappeur et y soutient les pionniers du Tennessee qui vivent sur des terres distribuées après la guerre d’indépendance à des soldats qui les ont souvent ensuite revendues à des spéculateurs. Ces pionniers pensaient pouvoir occuper ces terres, qu’ils croyaient abandonnées par les militaires, mais se voient ensuite réclamer des fermages par les spéculateurs, pour des montants qu’ils ne peuvent guère honorer, car ils vivent pour la plupart de chasse, de pêche et d’agriculture de subsistance.
Ami proche de nombreux Amérindiens, dont il partage la vie sur la frontière, Davy Crockett s’oppose au président démocrate Jackson, pourtant membre comme lui du parti démocrate, sur l’Indian Removal Act de 1830, qui vise à ouvrir de nouveaux territoires à la colonisation. Son opposition à Jackson ne l’empêche pas d’être réélu en 1827 avec l’étiquette démocrate, mais est la cause de son échec à l’élection de 1830. Crockett est cependant réélu en 1833, à une époque où le parti démocrate est profondément divisé sur la question de l’abolitionnisme et du traitement à réserver aux Indiens. La majorité des élus du parti est acquise aux planteurs et aux spéculateurs fonciers à partir des années 1840, entraînant de nombreux départs.
En 1834, il publie une autobiographie A Narrative of the Life of David Crockett. En 1835, il est à nouveau défait à l’élection et part pour le Texas, alors Mexicain.

### La révolution texane
Il s’engage peu après cette défaite électorale dans la révolution texane au Mexique. Le 14 janvier 1836, il prête serment avec 65 hommes d’aider le gouvernement provisoire du Texas, sous la houlette de Samuel Houston. Chaque homme reçoit la promesse d’une récompense de 4 605 acres (19 km2) de terre.
Le Texas est alors disputé par les 70 000 colons venus des États-Unis qui s’y sont installés (dont des Français venus de Mulhouse installés à Castroville) au gouvernement central du Mexique. Le Mexique avait officiellement aboli l'esclavage au Texas en 1829, et le désir des Anglo-Texans et des Tejanos de rétablir l'esclavage au Texas était également une cause majeure de leur sécession.
Il prend part à la défense d’Alamo (23 février - 6 mars 1836) et se voit confier la garde de la palissade sud. La légende a retenu qu’il aurait disparu en effectuant une sortie ; le journal de José Enrique de la Peña affirme qu’il a été fait prisonnier par le général mexicain Manuel Fernández Castrillón (es) et qu’il a été exécuté sommairement avec une douzaine d’hommes sur l’ordre du commandant des troupes Antonio López de Santa Anna. Cette version est cependant contestée. Les rares survivants d’Alamo ont affirmé avoir vu le corps de Davy Crockett, tombé lors de l’assaut final par les Mexicains. Son fusil qu’il avait surnommé « Vieille Betsy » en hommage à sa sœur est exposé à San Antonio dans le musée Alamo.
En 1838, son fils, Robert P. Crockett, vient au Texas réclamer les terres promises à son père.

## La légende
Des années 1830 à la guerre de Sécession, les Almanachs mettent en scène Davy Crockett dans des contes humoristiques et grotesques. Il symbolise le pionnier tout-puissant qui vient à bout des animaux sauvages et des Amérindiens. Son image se transforme en celle d’un ambassadeur de la destinée manifeste qu’il n’a jamais été, le parlementaire Crockett s’opposant au chef de son parti et à la déportation des Amérindiens.
À la fin du XIXe siècle, Davy Crockett est le héros d’une pièce de théâtre jouée au moins 2 000 fois aux États-Unis et au Royaume-Uni.
Depuis 1909, de nombreux films de cinéma et séries télévisées ont raconté la vie de Davy Crockett, dont un feuilleton en cinq épisodes de la Walt Disney Company en 1954. Crockett a été incarné, entre autres, par John Wayne dans le premier film qu’il a réalisé Alamo, en 1960. Il est devenu le symbole de l’ouest américain.
En 1956, Disneyland proposa, dans la section du parc baptisée Frontierland, un petit musée sur le personnage. Des figurines en cire tailles réelles de Fess Parker et Buddy Ebsen, les acteurs incarnant les héros de la série produite par Walt Disney Pictures, étaient présentées dans un décor d’Alamo. Le musée ferma rapidement mais les mannequins de cire furent déplacés sur la Tom Sawyer Island située à proximité et furent visibles plusieurs décennies.
Il existe une statue de Davy Crockett dans le Tennessee. Les manuels d’histoire américains évoquent sa vie et son aventure. Theodore Roosevelt a fondé le Boone and Crockett Club à la fin du XIXe siècle.

## Dans les arts et la culture populaire

### Littérature

#### Roman
- Reuben Potter, La Chute d’Alamo, 1860
- William P. Zuber, Le Rescapé d’Alamo, 1873
- Série des Davy Crockett de Tom Hill. 14 titres parus aux éditions Hachette, Bibliothèque rose. (1958-1972)
- Série des Davy Crockett par Fred Himley, (i.e. Louis Morvan). 8 titres parus parus aux éditions Hachette, Bibliothèque rose. (1974-1980.)

1)- Davy Crockett et le Grand Sachem Bibliothèque rose, 1974. Illustrations de François Batet.
2)- Davy Crockett et les bandits mexicains Bibliothèque rose, 1975.  Illustrations de François Batet.
3)- Davy Crockett et l’imposteur Bibliothèque rose, 1976.  Illustrations de François Batet,.
4)- Davy Crockett et Faucon Noir Bibliothèque rose, 1976.  Illustrations de François Batet,.
5)- Davy Crockett et l'espion anglais Bibliothèque rose, 1977.  Illustrations de François Batet. 
6)- Le triomphe de Davy Crockett Bibliothèque rose, 1978.  Illustrations de François Batet.
7)- Davy Crockett et les cinq flèches Bibliothèque rose, 1979.  Illustrations de François Batet.
8)- Davy Crockett et l'ennemi des visages pâles Bibliothèque rose, 1980.  Illustrations de Michel Politzer.

#### Bandes dessinées
- Série de bandes dessinées produites par Disney Chili et États-Unis principalement, dans les années 50 à 60[12].

### Filmographie

#### Cinéma
- 1909 : Davy Crockett. Unis de cœur de Fred J. Balshofer ;
- 1910 : Davy Crockett de Francis Boggs avec Hobart Bosworth ;
- 1911 : The Immortal Alamo de William F. Haddock avec Francis Ford ;
- 1914 : The Siege and Fall of the Alamo avec Ray Myers ;
- 1915 : 
  - The Martyrs of the Alamo de William Christy Cabanne avec Alfred D. Sears ;
  - Davy Crockett Up-to-Date avec W. E. Browning ;
- 1916 : 
  - Davy Crockett de William Desmond Taylor avec Dustin Farnum ;
  - Frank Mayo, Davy Crockett ;
- 1926 : Davy Crockett at the Fall of Alamo de Robert North Bradbury avec Cullen Landis ;
- 1937 : 
  - Heroes of the Alamo de Henry Fraser avec Lane Chandler ;
  - The Painted Stallion d’Alan James, Ray Taylor et William Witney avec Jack Perrin ;
- 1938 : The Fall of the Alamo de Stuart Paton avec Sterling Waters ;
- 1939 : Man of Conquest de George Nicholls Jr. avec Robert Barrat ;
- 1941 : The son of Davy Crockett de Lambert Hillyer avec Wild Bill Elliott ;
- 1950 : Davy Crockett, Indian Scout de Lew Landers avec George Montgomery ;
- 1953 : Le Déserteur de Fort Alamo de Budd Boetticher avec Trevor Bardette ;
- 1955 : 
  - Davy Crockett, roi des trappeurs de Norman Foster avec Fess Parker ;
  - Quand le clairon sonnera de Frank Lloyd avec Arthur Hunnicutt ;
- 1956 : 
  - The First Texan de Byron Haskin avec James Griffith ;
  - Davy Crockett et les Pirates de la rivière de Norman Foster avec Fess Parker ;
- 1959 : Alias Jesse James de Norman Z. McLeod avec Fess Parker ;
- 1960 : Alamo de John Wayne qui incarne Davy Crockett ;
- 1976 : Davy Crockett on the Mississippi de Charles A. Nichols avec la voix de Ned Wilson ;
- 1982 : Texas and Tennessee, A Musical Affair de Lee Bernhardi avec Jerry Reed ;
- 1986 : The Alamo : Thirteen Days to Glory de Burt Kennedy avec Brian Keith :
- 1987 : Alamo ... The Price of Freedom de Kieth Merrill avec Merrill Connally ;
- 1993 : A Line in the Sand de William Fruet avec Scott Wickware ;
- 1995 : James A. Michener’s Texas de Richard Lang avec John Schneider ;
- 2000 : Dear America : A Line in the Sand de William Fruet avec Scott Wickware ;
- 2003 : The Man Who Invented the Moon de John Cabrera avec Robert Gantzos ;
- 2004 : Alamo de John Lee Hancock avec Billy Bob Thornton.

#### Télévision

##### Série
- Davy Crockett, série en cinq épisodes de la Walt Disney Company en 1954.
- The Adventures of Jim Bowie, épisode A Night in Tennessee de Lewis R. Foster avec George Dunning en 1958.
- Siege of the Alamo (March 5, 1836) de Burt Brinckerhoff avec Fred Gwynne en 1971.
- Histoires Fantastiques, épisode Alamo Jobe de Michael D. Moore avec Richard Young en 1985.
- Shelley Duvall’s Tall Tales & Legends, épisode Davy Crockett de David Grossman avec Mac Davis en 1985.
- The Magical World of Disney, Davy Crockett avec Tim Dunigan (jeune) et Johnny Cash (âgé) en 1988.
- Davy Crockett, série d'animation française scénarisée par Thibaut Chatel et Philippe Chatel en 1994.
- Time Machine, épisode Boone and Crockett, The Hunter Heroes de Gary Foreman avec Mark Baker en 2001.
- Timeless : épisode 5 de la saison 1 (2016) qui se déroule durant la bataille de Fort Alamo, interprété par Jeff Kober.
- Davy Crockett aurait inspiré le personnage de Sully dans Docteur Quinn Femme Médecin[réf. nécessaire].

### Musique
- La Ballade de Davy Crockett de George Bruns